# عملية قرار المشتري
عملية قرار المشتري هي عملية اتخاذ القرار التي يستخدمها المستهلكون فيما يتعلق بمعاملات السوق قبل شراء السلع أو الخدمات أو في أثناء ذلك أو بعده. ويمكن أن يُنظر إليها كشكل معين من تحليل التكلفة والفائدة في ظل وجود بدائل متعددة.
يعَد التسوق من الأمثلة الشائعة على ذلك بالإضافة إلى تحديد ما نأكله. صنع القرار هو مُركّب نفسي. وهذا يعني أنه على الرغم من أنه لا يمكننا «رؤية» القرار، لكن يمكننا أن نستدل من خلال السلوك الظاهر أن القرار قد اتُخذ. لذلك، نستنتج أنه عملية «صنع القرار» قد حدثت. إنه تأويل يفترض الالتزام بتصرف ما. أي بناءً على إجراءات يمكن ملاحظتها، نفترض أن الناس قد التزموا بقرار ما.
يرى هيربرت سيمون الحائز على جائزة نوبل أن محاولات جعل اتخاذ القرارات الاقتصادية عقلانية هي محاولات بلا جدوى. وادعى (في عام 1947 و 1957) أنه إذا أُجري تحليل كامل، فسيتضح أن القرار معقد للغاية. ويقول أيضًا إن قدرة الناس على معالجة المعلومات محدودة. وأن افتراض الفاعل الاقتصادي العقلاني التام غير واقعي. إذ يتأثر المستهلكون بالاعتبارات العاطفية وغير العقلانية التي تجعل من المحاولات العقلانية ناجحة جزئيًا فقط.

## المراحل
قُدمت مراحل عملية قرار المشتري أول مرة بواسطة جون ديوي في عام 1910. ثم توسعت الدراسات اللاحقة بناءً على اكتشاف ديوي الأولي لسلوك المستهلك في عام 1968، وهذه المراحل هي:
- الاعتراف بالمشكلة / الحاجة: الاعتراف بالمشكلة أو الحاجة وتحديد المنتج أو نوع المنتج المطلوب.
- البحث عن المعلومات: يبحث المستهلك عن المنتج الذي يلبي احتياجاته.[4]
- تقييم البدائل: يقيّم المستهلك البدائل المتوفرة. بشكل عام، يفيد البحث عن المعلومات المتعلقة بمنتج ما بتقييم المنتج المناسب وفهمه بالنسبة للمستهلك.[4]
- قرار الشراء: بعد أن يقيِّم المستهلك جميع الخيارات وتتكون لديه نية الشراء، قد يكون هناك شيئان فقط يؤثران على قراره بشراء المنتج، وهو ما يعتقده أقرانه الآخرون حول المنتج أو وقوع ظروف طارئة. يمكن أن تكون الخسائر المالية التي أدت إلى عدم شراء المنتج مثالًا على الظروف الطارئة أو غير المتوقعة.[4]
- سلوك ما بعد الشراء: يمكن أن يشعر المستهلك بالتنافر وقد يظن أن شراء منتج آخر كان سيكون أفضل. لذلك يؤدي نشر نصائح جيدة حول المنتج إلى معالجة هذا الشعور وزيادة فرص إعادة الشراء.[4]

تعد هذه المراحل الخمس إطارًا لتقييم عملية اتخاذ قرار الشراء للعملاء. وبينما يمر العديد من المستهلكين بهذه المراحل بتسلسل خطي ثابت، قد تحدث بعض المراحل مثل (تقييم البدائل) طوال فترة قرار الشراء. يعتمد الوقت والجهد المخصص لكل مرحلة على عدد من العوامل بما في ذلك المخاطر المتصورة ودوافع المستهلك. لكن في حالة الشراء المتسرع، مثل شراء لوح شوكولا كعلاج شخصي، قد يقضي المستهلك الحد الأدنى من الوقت في البحث عن المعلومات ويذهب مباشرةً إلى الشراء الفعلي.

### الاعتراف بالمشكلة / الحاجة
الاعتراف بالمشكلة / الحاجة هي الخطوة الأولى والأكثر أهمية في قرار الشراء. إذ لا يمكن شراء منتج ما دون الاعتراف بالحاجة إليه. يمكن أن تنشأ الحاجة عن المنبهات الداخلية (مثل الجوع والعطش) أو المنبهات الخارجية (مثل الدعاية). يقول أبراهام ماسلو أن الاحتياجات مرتبة ضمن التسلسل الهرمي. ووفقًا لتسلسل ماسلو الهرمي للاحتياجات، فقط عندما يستوفي الشخص احتياجاته في مرحلة معينة، يمكنه الانتقال إلى المرحلة التالية. أما المشكلة فيجب أن تكون هي المنتجات أو الخدمات المتاحة.

### البحث عن المعلومات
مرحلة البحث عن المعلومات هي الخطوة الثانية التي يتخذها العملاء بعد إدراكهم للمشكلة أو الحاجة وذلك لمعرفة الحل الأفضل. وهنا يكمن جهد المشتري في البحث ضمن بيئات العمل الداخلية والخارجية لتحديد مصادر المعلومات المتعلقة بقرار الشراء ومراقبتها. لقد قطع مجال المعلومات شوطًا كبيرًا خلال الأربعين عامًا الماضية، ومكّن من اكتشاف المعلومات بشكل أسهل وأسرع. إذ يمكن للمستهلكين الاعتماد على الوسائط المطبوعة و / أو المرئية و / أو الصوتية للحصول على المعلومات التي يريدونها.

### تقييم البدائل
يقيّم المستهلكون في هذه المرحلة، المنتجات / العلامات التجارية المختلفة على أساس الاختلافات في صفات المنتج، وما إذا كانت تحقق الفوائد التي يبحث عنها العملاء. تتأثر هذه المرحلة بشدة بموقف المستهلك، إذ يضع المرء في ذهنه: إما الإعجاب أو عدم الإعجاب بأحد المنتجات، أو الانجذاب نحوه أو الابتعاد عنه. أما العامل الآخر الذي يؤثر على عملية التقييم هو درجة التردد. فعلى سبيل المثال، إذا كانت درجة التردد لدى العميل عالية، سوف يُقيّم عددًا كبيرًا من العلامات التجارية؛ أما إذا كانت منخفضة، فسوف يُقيّم علامة تجارية واحدة فقط.

### قرار الشراء
هذه هي المرحلة الرابعة، التي يحدث عندها الشراء. ووفقًا لكوتلر وكيلر وكوشي (2009)، يمكن تشويش قرار الشراء النهائي بعاملين، هما: ردود فعل العملاء الآخرين السلبية،  ومستوى الامتثال أو القبول لها. فعلى سبيل المثال، بعد المرور بالمراحل الثلاث المذكورة أعلاه، يختار العميل شراء كاميرا من نوع نيكون دي 80 (كاميرا رقمية ذات عدسة أحادية عاكسة). ومع ذلك، يقرر تغيير خياره لأن صديقه، وهو أيضًا مُصوّر، يمنحه ردود فعل سلبية حول هذه الكاميرا. ثانيًا، قد يُشوّش قرار الشراء بسبب الظروف غير المتوقعة، مثل: فقدان الوظيفة المفاجئ أو إغلاق متجر بيع بالتجزئة.

### سلوك ما بعد الشراء
تعد هذه المرحلة نقطة حاسمة للاحتفاظ بالعملاء. باختصار، يقارن العميل المنتج بتوقعاته الخاصة فهو إما راضٍ أو غير راضٍ. وهذا يمكن أن يؤثر بشكل كبير على عملية اتخاذ القرار لعملية شراء مماثلة من نفس الشركة مستقبلًا، وبشكل رئيسي في مرحلة البحث عن المعلومات وتقييم البدائل. فإذا كان العملاء راضين، هذا يعني الولاء للعلامة التجارية، وغالبًا ما يجتازون مرحلة البحث عن المعلومات وتقييم البدائل بسرعة أو قد يتخطونها تمامًا. ونتيجة لذلك، فإن الولاء للعلامة التجارية هو الهدف النهائي للعديد من الشركات.
سينشر العميل ردود فعل إيجابية أو سلبية حول المنتج، وذلك اعتمادًا على شعوره بالرضا أو عدم الرضا، وفي هذه المرحلة، يجب أن تتواصل الشركات بشكل إيجابي مع العملاء في مرحلة ما بعد الشراء.
لدينا أيضًا، التنافر المعرفي (ارتباك المستهلك) وهو أمر شائع في هذه المرحلة؛ إذ غالبًا ما يمر العملاء بمشاعر التوتر أو القلق النفسي بعد الشراء. ويتساءلون: هل اتخذت القرار الصحيح؟ هل هذا خيار جيد؟... إلخ.

## نماذج صنع القرار بالنسبة للمشتري
عمومًا، توجد 3 طرق لتحليل قرارات شراء المستهلك:
- النماذج الاقتصادية (نظرية المستهلك): كميّة إلى حد كبير، وتستند إلى الافتراضات العقلانية والمعرفة شبه الكاملة. إذ ينظر المستهلك إلى فائدة المنتج.
- النماذج النفسية (علم النفس التطبيقي): العمليات النفسية والمعرفية، مثل: التحفيز والاعتراف. وهي نوعية وليست كمية ومبينة على العوامل الاجتماعية مثل التأثيرات الثقافية والتأثيرات الأسرية.
- نماذج سلوك المستهلك: النماذج العملية التي يستخدمها المسوقون. وهي تخلط عادةً ما بين النماذج الاقتصادية والنفسية.